# Calciumstearoyl-2-lactylat
Calciumstearoyl-2-lactylat ist das Calciumsalz der Stearoylmilchsäure; Stearoylmilchsäure ist ein Doppel-Ester der Stearinsäure mit zwei Milchsäure-Einheiten und wird daher als Lactat bezeichnet.

## Herstellung
Der Stoff kommt nicht natürlich vor. Er wird in mehreren Schritten durch chemischen Reaktionen von Stearin-, Milch- und Polymilchsäure (Stearoylmilchsäure) mit Calciumverbindungen hergestellt.

## Verwendung
Calciumstearoyl-2-lactylat ist ein Emulgator und Stabilisator.
Es wird in der Lebensmittelindustrie vorwiegend als Mehlbehandlungsmittel und zur Stabilisation bei Milchprodukten eingesetzt.
In Wechselwirkung
- mit Gluten dient es zur Verbesserung der Backeigenschaften von Mehl,
- mit Stärke bleibt deren Wasserbindungsfähigkeit länger erhalten, sodass Gebäck länger „frisch“ bleibt, und schließlich sorgt es
- mit den Milcheiweißen für eine bessere Schaumbildung.

Im Lebensmittel zerfällt die instabile Substanz in ihre Bestandteile. Sie gilt als harmlos.
Es ist in der EU als Lebensmittelzusatzstoff (E 482) für bestimmte Lebensmittel (unter anderem Desserts, Liköre, verschiedene Backwaren) mit Höchstmengenbegrenzungen von zwischen drei und acht Gramm pro Kilogramm zugelassen.